# Bulbophyllum repens
Bulbophyllum repens là một loài phong lan thuộc chi Bulbophyllum.